# Estelle Getty
Estelle Scher (Nueva York, 25 de julio de 1923-Los Ángeles, 22 de julio de 2008), conocida artísticamente como Estelle Getty, fue una actriz estadounidense, conocida por su papel de la anciana Sophia de Las chicas de Oro.

## Biografía
Getty nació como Estelle Scher en Nueva York el 25 de julio de 1923, hija de Charles Scher y Sarah (de soltera Lacher), inmigrantes judíos procedentes de Polonia, en el apartamento familiar del 257 East 2nd Street, en el Lower East Side, que también servía de escaparate para el negocio familiar de cristalería.   
Tras graduarse en el Seward Park High School, continuó viviendo en casa de sus padres, ya que su padre dudaba de que pudiera forjarse una carrera de éxito en la interpretación, y trabajó como secretaria, ya que el horario le permitía asistir a audiciones por la tarde y por la noche a la vez que tenía ingresos.  

## Trayectoria
Getty se formó en el teatro, donde su papel más destacado fue el representado en la obra Torch Song Trilogy. En la década de 1980 participó en dos filmes de éxito: Tootsie (1982), comedia de Sydney Pollack protagonizada por Dustin Hoffman y Jessica Lange, y Mask (1985), drama dirigido por Peter Bogdanovich y protagonizado por Cher, Sam Neill y Eric Stoltz.  En 1989 participa en Mannequin (Maniquí, en España y Argentina, y Me enamoré de un maniquí, en Hispanoamérica) es una película de comedia romántica estadounidense dirigida por Michael Gottlieb en su debut como director y escrita por Edward Rugoff y Gottlieb. Está protagonizada por Andrew McCarthy y la exitosa  Kim Cattrall  (Sexo en Nueva York). Interpretando a Claire Timkin, dueña de unos grandes almacenes en Philadelphia.
Sin embargo, el papel por el que es mejor recordada es el de la anciana Sophia Petrillo en la popular sitcom Las chicas de oro que interpretó entre 1985 y 1992. Daba vida a la siciliana madre de Dorothy Zbornak, interpretada por Beatrice Arthur, un año y dos meses mayor que Getty en la vida real.
Finalizada la serie, protagonizó junto a Rue McClanahan y Betty White un spin off, titulado The Golden Palace, que no gozó de gran popularidad y que se mantuvo en pantalla tan solo durante una temporada (1992-1993).
En 1992, interpretó también a la madre de Sylvester Stallone en la comedia Para, o mi mamá dispara (1992), que tampoco tuvo excesiva repercusión comercial, y por la que ganó el premio Razzie a la peor actriz de reparto.
En sus últimos años padeció demencia de cuerpos de Lewy. El 22 de julio de 2008 falleció en su casa en Hollywood Boulevard, tres días antes de cumplir los 85 años.

## Premios y reconocimientos
La actriz estuvo nominada al Emmy siete veces y lo ganó en una ocasión (1988), así como un Globo de Oro (1986).
- 1992: Emmy a mejor reparto de serie cómica o musical por The Golden Girls y The Golden Palace:
  - Beatrice Arthur
  - Betty White
  - Rue McClanahan
  - Estelle Getty